# Miguel Campos Neto
Miguel Campos Neto es un director de orquesta brasileño, más conocido por ser uno de los fundadores, director titular y director artístico de The Chelsea Symphony, con sede en Nueva York (2006-presente). Es graduado con una maestría en dirección orquestal por el Mannes College of Music de Nueva York.

## Biografía
Campos Neto tiene formación en licenciatura y maestría en violín (por la Universidad de Missouri y la Universidad de Nuevo México) y también una maestría en dirección en el Mannes College of Music. Ha acumulado una serie de direcciones como invitado (como en la Amazonas Filarmônica) y ha participado en festivales como el del Palácio das Artes, en Belo Horizonte.
Ha dirigido en lugares como el Teatro da Paz (en Belém), en el auditorio de la ONU (en Nueva York) y ha ganado varios concursos, como el primer lugar en el MTNA y el Premio Zoltan Szekely, entre otros.
En Nueva York, fue cofundador de la Chelsea Symphonyy durante cuatro años también fue su director titular, regresando como invitado para dirigir un concierto especial en conmemoración del décimo aniversario de la orquesta. También fue director titular de la Orquestra Jovem Vale Música durante 12 años y mantiene su relación con esta orquesta como director invitado. Con actuaciones en los dos festivales de ópera más importantes de Brasil (Manaus y Belém), ha acumulado un notable repertorio operístico y cuenta con seis lanzamientos en DVD de óperas completamente escenificadas y conciertos líricos.
Como invitado, ha dirigido orquestas nacionales e internacionales como la Orquesta Nacional de Aviñón (Francia), la Orquesta Sinfónica de Puerto Rico, la Orquesta Sinfónica de Mulhouse (Francia), la Savaria Symphony (Hungría), la Dana Point Symphony, la Orquesta Ciudad de Alcalá (España) y Los Solistas de Cámara de la Universidad de Misuri (EE.UU.), además de las orquestas de Mato Grosso, Rio Grande do Norte, Amazonas, Theatro São Pedro (São Paulo), Teatro Nacional (Brasilia), Minas Gerais, Heliópolis (São Paulo), Experimental de Repertório (São Paulo), Municipal de Campinas y Sinfónica de la UNICAMP.
Actualmente, es el director titular de la Orquesta Sinfónica del Teatro da Paz, en Belém.
Desde 2017, Campos Neto ha sido invitado a dirigir en Europa, especialmente en Francia (Aviñón y Mulhouse), España (Alcalá de Henares) y Hungría (Szombathély y Budapest).
El año 2019 estuvo marcado por su regreso al Curso Internacional de Verano de Brasilia como profesor de dirección y director de la orquesta sinfónica de clausura,  su regreso a la Universidad La Sierra  (California) como profesor visitante de práctica orquestal y su debut como director de ópera en São Paulo (O Peru de Natal de Leonardo Martinelli -Theatro São Pedro).
Entre los compromisos más importantes de la temporada 2020-2021 se destaca su debut como director de ópera en escenarios internacionales con Cavalleria Rusticana y Pagliacci en la Opera Grand Avignon  (Francia), donde su actuación fue elogiada por la crítica, además de una gira nacional con las orquestas sinfónicas de Río de Janeiro (OSB), Belo Horizonte (OSMG), Goiânia (OSG), Manaus (AF) y Belém (OSTP).
En 2021, inició su undécima temporada como director titular de la Orquesta Sinfónica del Teatro da Paz (Belém) y director musical del Festival de Ópera del Teatro da Paz. También es director titular de la Orquesta Sinfónica Altino Pimenta (Universidad Federal de Pará) y de la Orquesta Sinfónica Wilson Fonseca (Santarém).